# Garden Party (film)
Garden Party è un film drammatico statunitense uscito nel 2008, sceneggiato e diretto da Jason Freeland.

## Trama
La quindicenne April è una ragazza ingenua, specializzata nel mettersi nei guai. Nella sua continua esplorazione di Los Angeles si imbatte un giorno in un gruppo di giovani all'inseguimento dei propri sogni e decide di unirsi a loro.